# 18. konjeniški polk (Italija)
18. konjeniški polk Cavalleggeri di Piacenza (izvirno italijansko 18º Reggimento di Cavalleria di linea) je bil konjeniški polk Kraljeve italijanske kopenske vojske.